# San Pedro (Valle del Cauca)
San Pedro è un comune della Colombia facente parte del dipartimento di Valle del Cauca. 
L'abitato venne fondato da Pedro de Artieta nel 1795.